# Реформація в Шотландії
Реформація в Шотландії — процес відділення від Папства і розвитку кальвіністичної церкви Шотландії, яка в той час була пережно пресвітаріанського світобачення. Вона було частиною великої реформації в Європі, яка відбулася у XVI столітті.
З кінця XV століття ідеї ренесансного гуманізму, які критикують аспекти встановленої католицької церкви, почали доходити до Шотландії, зокрема через контакти між шотландськими та континентальними вченими. У першій половині XVI століття вчення Мартіна Лютера почало значною мірою впливати на Шотландію. Особливо важливою була робота шотландського лютеранина Патріка Гамільтона, який був страчений в 1528 році. На відміну від свого дядька Генріха VIII у Англії, Яків V уникав основних структурних і теологічних змін в церкві і використовував її як джерело доходу. Через смерть в 1542 році його сподкоємцем стала донька Марія I Стюарт ,що допустила серію англійських вторгнень. Англійці поставляли книги, розповсюджували Біблії та протестантську літературу в Лоулендсі, коли вони вторглися в 1547 році. У 1546 Джорджа Вішарта було спалено на кілу за наказом кардинала Девіда Бітона, що стимулювалю ріст реформаторських ідей. У помсту за смерть Вішарта радикальні протестанти захопили замок Сент-Ендрюс та стратили кардинала. Наприкінці 1547 року замок був узятий штурмом французьким експедиційним корпусом, організатори вбивства кардинала, а разом з ним і Джон Нокс були схоплені та відправлені до Франції відбувати покарання на галерах. Їхнє мучинецьке життя надихнуло французів і сприяло збільшенню кількості нових людей, що боролися за протестантські ідеї.
Обмежена терпимість і вплив засланих шотландців та протестантів в інших країнах призвели до розширення протестантизму. Група поміщиків оголосила себе лордами Конгрегації в 1557 році і представляли її інтереси політично. Крах французького союзу, смерть регента, що слідувало за англійським втручанням в 1560 році означало , що порівняно невелика, але дуже впливова група протестантів мала повноваження нав'язувати реформи для шотландської церкви. У 1560 році шотландський реформаційний парламент прийняв протестантизм, відкинувши папську юрисдикцію. Отримавши свободу Джордж Нокс, прибув у Женеву, де став послідовником Жана Кальвіна, ставши найвизначнішою фігурою у шотландській реформації.

## Дореформаційна Шотландія

### Дореформаційна церква

#### Структура

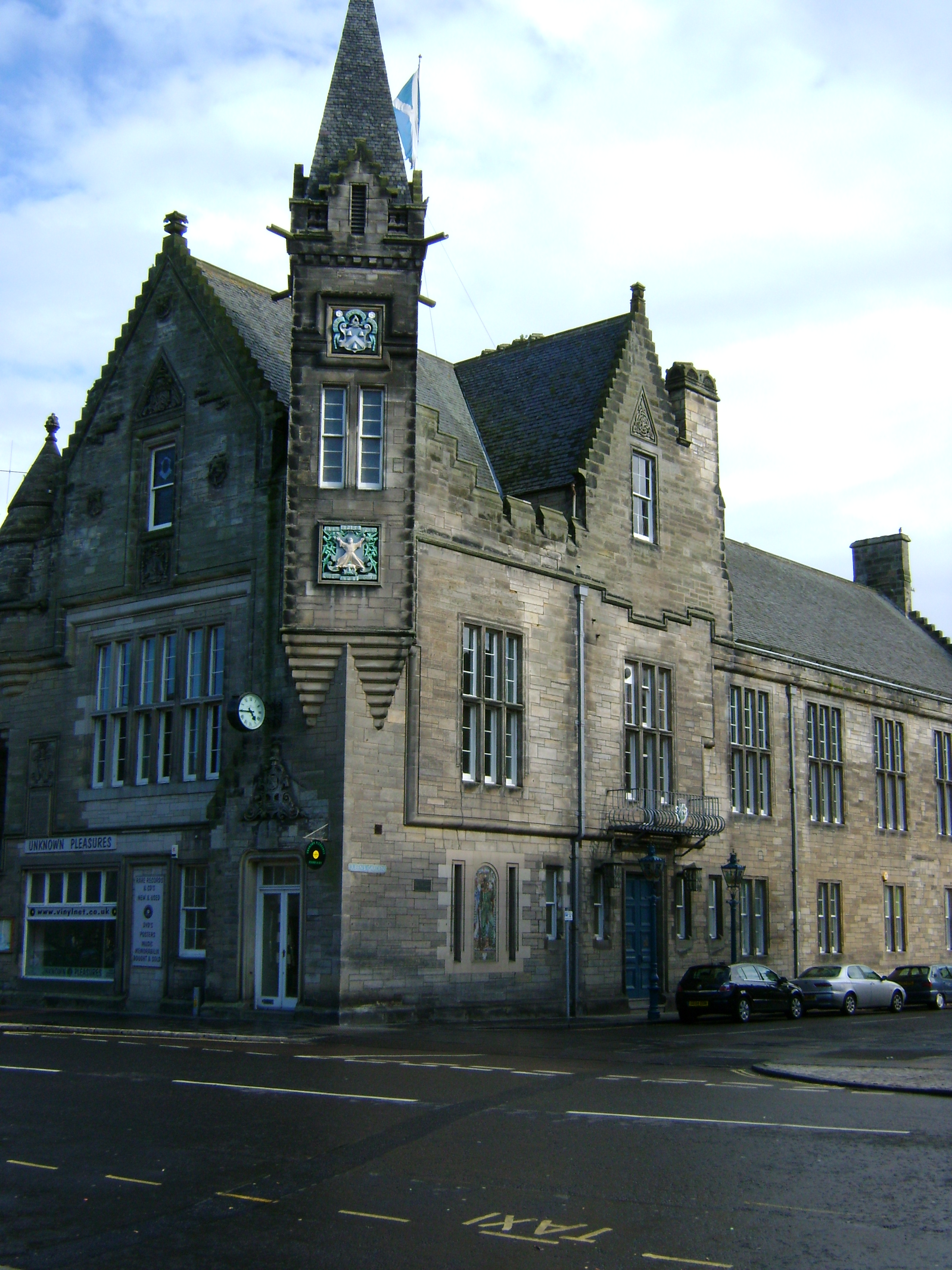
Сент-Ендрюс

Християнство поширювалося в Шотландії з шостого століття, за допомогою євангелізацій ірландсько-шотландських місіонерів та, меншою мірою, тих, хто з Риму та Англії. Церква Шотландії досягла чіткої незалежності від Англії після підписання Целестином III папської булли у 1192 році, згідно з яким всі шотландські єпископати, за винятком Галлоуея, стали формально незалежними від Йорку та Кентербері. Уся церква Шотландії, з окремими шотландськими єпископатами, стала "особливою донькою Риму". Нею керували спеціальні ради, що складалися з усіх шотландських єпископів, а єпископ Сент-Ендрюський став найважливішою фігурою. Адміністрацію парафій часто віддавали до місцевих монастирських установ, цей процес був відомий як присвоєння. До моменту Реформації в середині XVI ст. 80 відсотків шотландських парафій було присвоєно, залишивши мало можливостей для парафіяльного духовенства.
У 1472 році Сент-Ендрюський єпископ став першим архієпископом у шотландській церкві, що тривало до 1492 року. Розпад папської влади в папській схизмі (1378-1418 рр.) дозволив Шотландії отримати ефективний контроль над основними посадами в Королівстві. Ця де-факто влада над посадами була офіційно визнана папством в 1487 році. Влада призначила на ключові посади рідних та близьких короля Якова IV , включаючи його позашлюбного сина Олександра Стюарта, якого було призначено Архієпископом Сент-Ендрюським у віці 11 років. Ця практика посилила вплив королівства, але вразила Церкву постійною критикою за марнотратство та кумівство. Відносини між Шотландською владою та папством були загалом хорошими, Яків IV навіть отримав жетони за відданість перед папством.

### Середньовічна релігія

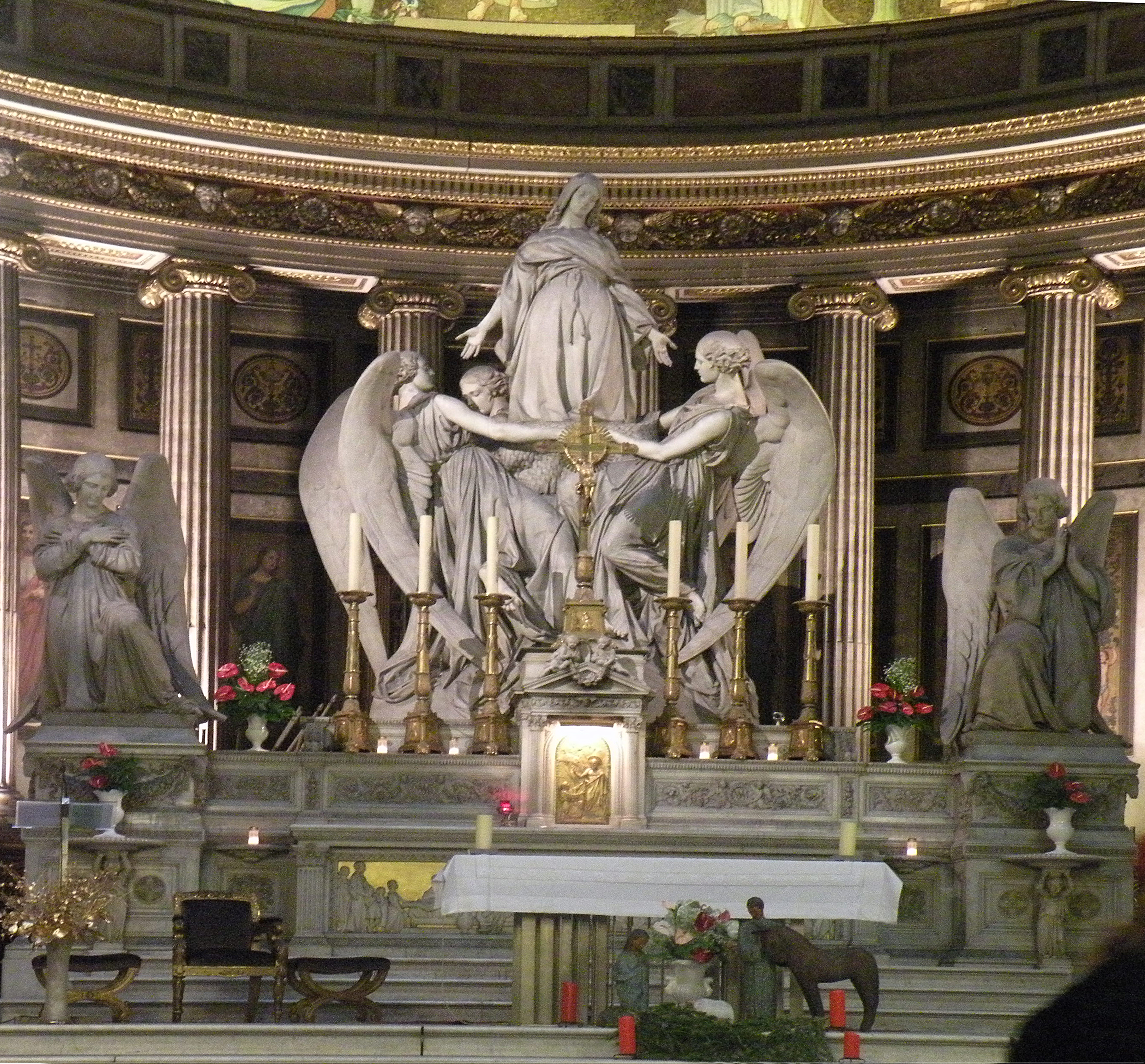
Вівтар у Парижі,Франція

У більшості шотландських містечках, як правило, діяла тільки одна парафіяльна церква, на відміну від англійців, де церкви та парафії мали тенденцію до зростання. Оскільки доктрина чистилища набула значення у пізньому середньовіччі, то кількість каплиць, священників та мес для мертвих, яка була призначена для швидшого проходження душ на небо, швидко зросла. Кількість вівтарів ,що були присвячені святим, які могли заступитись у цьому процесі(проходження душі на небо), також різко зросла. У Данді було, мабуть, 48 таких вівтарів, а в Единбурзі понад 50. Кількість свят, що були присвячені святим також зростало. Близько 90 святих було додано до молитовника, якого використовували в церкві Святого Миколая в Абердині. Нові релігійні обряди пов'язані з Ісусом Христом і Дівою Марією, почали досягати Шотландію у п'ятнадцятому столітті, які включали в себе: п'ять ран Христа та Святу Кров. Виникли нові релігійні свята, такі як: Стрітення, Відвідання Марії та Марії Сніжної (свято, присвячене Богородиці). На початку XIV ст. Папство зуміло звести до мінімуму проблему духовного плюралізму, проте це призвело до того, що парафіяльні церкви не мали священнослужителів або ж у церквах служили мало оплачувані та не підготовлені священники і діловоди(канцеляристи). Кількість бідних служителів та загальна нестача священнослужителів у Шотландії зросла, особливо після Чорної Смерті. У п'ятнадцятому столітті ця проблема загострилася. Як наслідок, парафіяльне духовенство багато в чому складалося з нижчих класів, що призвело до багатьох скарг на їхній рівень освіти або ж на здібності, якими вони володіли. Хоча немає чітких доказів того, що рівень освіти знижився, це було використано як один з основних сумнівів Реформації. Єресь Лолардів, почала потрапляти до Шотландії з Англії та Богемії на початку п'ятнадцятого століття. Лолларди були прихильниками Джона Вікліфа, а пізніше Яна Гуса, який закликав до реформи Церкви і відхилив її доктрину Євхаристії. Незважаючи на докази спалення єретиків та деякої народної підтримки за їхні антисакраментальні елементи, вони, імовірно, залишилося невеликим рухом.

## Чинники ,що сприяли Реформації

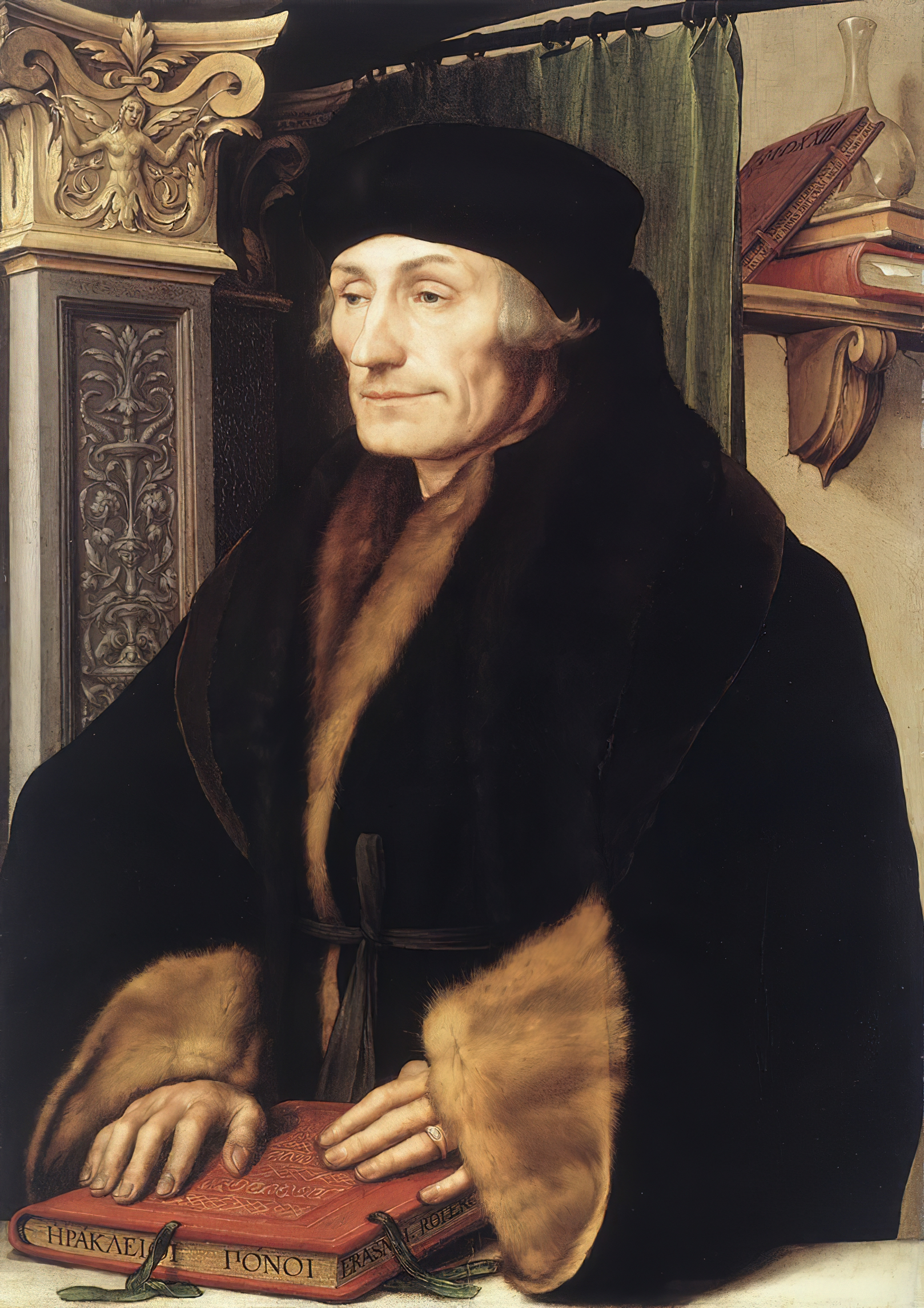
Еразм Ротердамський

### Гуманізм
З п'ятнадцятого століття ренесансний гуманізм заохочував критичне богословське міркування і закликав до церковного відродження в Шотландії. Ще в 1495 році деякі шотландці зустрічалися з Еразмом Ротердамський, який був головною фігурою північного гуманістичного руху в Нідерландах. Вони також контактували з Якобом Фабером, який був французьким гуманістом і вченим. Він подібно до Еразма наполягав на реформі Католицької Церкви шляхом ліквідації корупції та зловживань. Шотландські вчені часто вчилися в Європі та в англійських університетах. Гуманісти, які навчалися в Європі, були залучені до нових шотландських університетів, заснованих в Сент-Ендрюс, Глазго та Абердині. Ці міжнародні контакти допомогли інтегрувати Шотландію в ширший європейський науковий світ. Вони були одним з найважливіших способів, через який нові ідеї гуманізму входили до шотландського інтелектуального життя. Близько 1497 р. гуманіст і історик Гектор Бойц навчався в Парижі. Пізніше він повернувся в Шотландію, щоб стати першим ректором у новому університеті Абердина. 

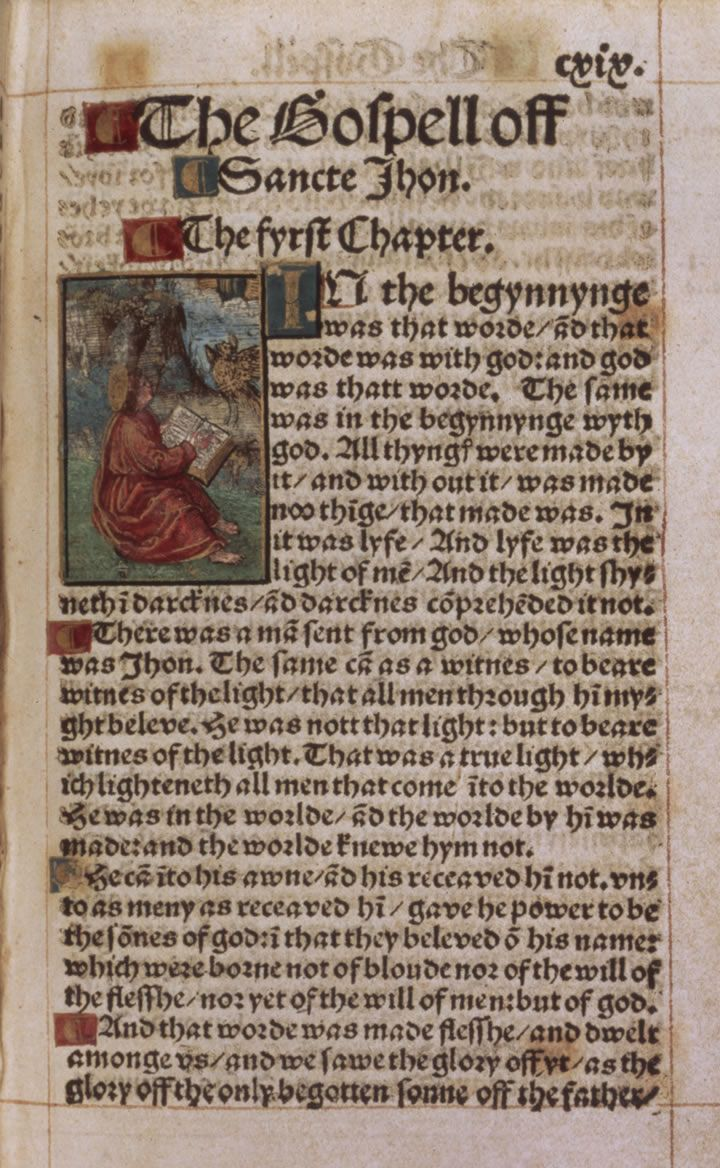
Євангелія від Івана 1525 р. Переклад Вільяма Тіндейля.

### Лютеранство
З 1520-х років ідеї Мартіна Лютера почали впливати на Шотландії через лютеранську літературу, яка поширювалася у містечках, що знаходилися на східному узбережжі. У 1525 р. парламент заборонив їх імпорт. У 1527 році англійський посол в Антверпені зазначив, що шотландські купці брали Новий Завіт Вільяма Тіндейля, і привозили його до Единбурга та Сент-Ендрюса. У 1528 р. першим протестантським мучеником у Шотландії став дворянин Патрік Гамільтон, на якого вплинуло лютеранське богослов'я в університетах Віттенберга і Марбурга. Він був спалений на вогні за єресь за межами Сен-Сальваторського коледжу в Сент-Ендрюс. Страта Гамільтона надихнула багатьох людей. Архієпископ Сент-Ендрюський застерігся від будь-яких публічних страт, кажучи: «смердючий дим Патріка Хаммільтона вплинув на стільки людей, скільки він горів».

## Реформаційний парламент
Шотландський парламент мав з'їзд в Единбурзі 1 серпня 1560 року. Чотирнадцять графів, шість єпископів, дев'ятнадцять лордів, двадцять один абат, двадцять два комісари містечок та більше сотні поміщиків, були на цьому з'їзді. Ігноруючи застереження Единбурзького договору, 17 серпня парламент схвалив реформовану сповідь віри (шотландська сповідь віри), і 24 серпня він прийняв три закони, які скасували стару віру в Шотландії. Ці закони скасували всі попередні дії, що не відповідають Реформованій Сповіді. Таїнства були зведені до двох :Хрещення та Причастя, які повинні виконувати тільки реформаторські проповідники. Святкування Меси каралося низкою покарань, найбільшим з них була смерть. Папська юрисдикція в Шотландії була відкинута. Королева відмовилася схвалити ті закони, які були прийняті парламентом, і нова шотландська церква існувала у стані правової невизначеності.

## Перша книга Реформації

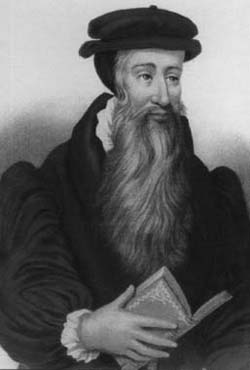
Джон Нокс

Лорди мали намір дати парламенту розглянути книгу реформації, яка в основному була роботою Джона Нокса. Проте вони були незадоволені нею і створили комітет, у якому також був Нокс, для видання перевіреної версії. У книзі містяться програми парафіяльної реформації, яка буде використовувати ресурси старої церкви для оплати мережі священнів, парафіяльної школи та університетської освіти. Проте пропозиція про використання церковних багатств була відхилена під дією Закону Ради, який тримав у своїх руках дві третини існуючих власників, а третя частина була під впливом влади. У результаті: відмова від навчальної програми, міністри залишились погано оплачуваними ,а церква з малими фінансами.

## Церква після Реформації

### Сповідання віри
Шотландське сповідання віри було підготовлене Джоном Ноксом і його п'ятьма колегами за чотири дні. Структура є паралельною з Апостольським Символом Віри. У ній містяться 25 розділів, що базуються на темах: Бог Отець, Бог Син, Церква та Завершення. Вона залишалася стандартом Шотландської церкви, поки не була замінена Вестмінстерським сповіданням. Сповідь була в кальвіністичному тоні. Вона підкреслювала крайню розбещеність людства, яке заслужило вічне прокляття, і милість Бога у виборі частини людства для спасіння через благодать. Вона заперечувала переісточення , але зберігала справжню присутність Христа в Євхаристії. Вона уникала негативних засуджень католицизму, зосереджуючись на висвітленні нової віри в простій мові. Вона бачила шотландську церкву як католицьку спільноту усіх націй, царств, мов, євреїв та язичників(поган).

### Служіння та прославлення
Реформація повністю замінила релігійні обряди. Богослужіння надалі залишалося на латинській, оскільки так захотів народ. Спільний спів замінив складну поліфонію підготовлених хорів. Акцент було зроблено на Біблії та проповіді, яка часто тривала більше години, хоча багато парафій, які не мали священника, мали лише так звану «читацьку службу», у якій були присутні: спів псалмів, молитви та читання Біблії. Женевська Біблія була широко прийнятою парафіянами. Протестантські проповідники, які втікали від переслідувань у Англії, принесли їм другу книгу про спільну молитву Едуарда VI, яку високо оцінили лорди конгрегації. Джон Нокс спочатку також її підтримав, але перед тим, як покинути Женеву, він написав власну Книгу Загального Порядку, і саме її було надруковано та схвалено Генеральною Асамблеєю у 1562 році. Збільшивши її, вона була перевидана зі сповіддю та псалтирями в 1564 році, і залишалася загальноприйнятою, доки не була замінена в 1643 році. Гейлівський переклад Книги Загального Порядку був зроблений в 1563 році, перша книга була надрукована на гельській мові.

## Вплив Реформації

### Освіта
Гуманістична турбота за збільшення рівня освіченості розділялася з протестантськими реформаторами, які мали бажання, щоб люди були благочестивими, і це буде відображатися у їхньому рівні освіченості. У першій книзі Реформації було викладено плани для шкіл в усіх парафіях , але це виявилося фінансово неможливим. У містечках підтримувалися старі школи, а музичні школи перетворювалися на гімназії або на звичайні парафіяльні школи. Школи були підтримані спілкою церковних фондів, внесками місцевих герцогів та рад або ж батьків, які мали кошти. Церковні сесії, перевіряли якість навчання та доктринальну істинність. Також була велика кількість нерегульованих "авантюрних шкіл", які іноді виконували місцеві потреби, а іноді й вивозили школярів у офіційні школи. За межами створених місцевих шкіл учителі часто поєднували свої посади з іншими заняттями, особливо з незначними посадами в церкві, наприклад, як канцелярист(клерк). У кращому випадку навчальний план включав катехізис, латинську, французьку, класичну літературу та спорт.

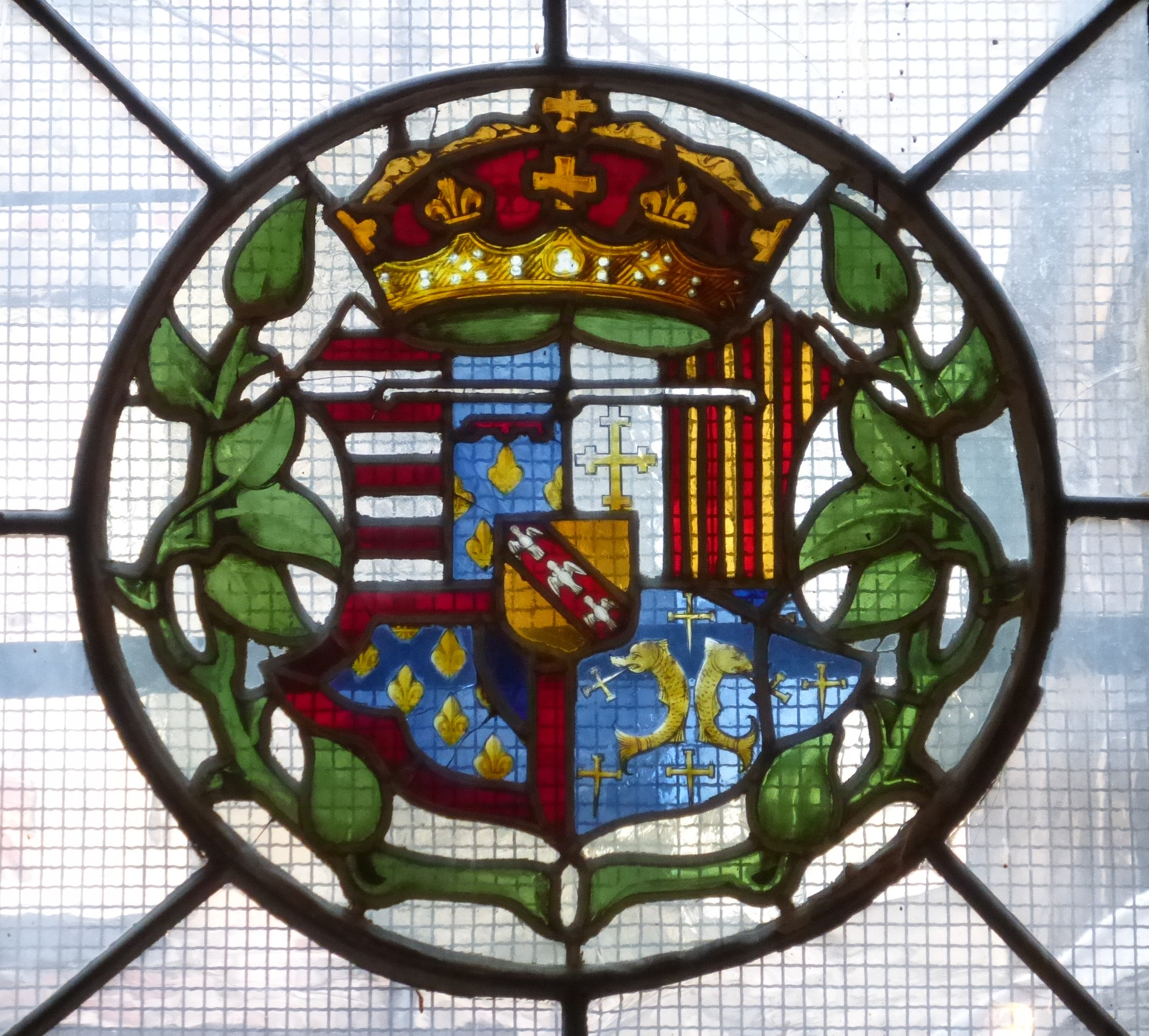
Каплиця Святої Магдалини, Единбург

### Мистецтво
Шотландське церковне мистецтво завдало значних втрат за рахунок реформаційних іконоборців, майже повністю було втрачено середньовічний вітраж, релігійні скульптури та картини. Єдиним спасінням дореформованого вітражу у Шотландії є вікно з чотирьох ронделів у каплиці Св. Магдалини, Единбург. Різьблення по дереву можна побачити в Королівському коледжі, Абердині та соборі Данблане.

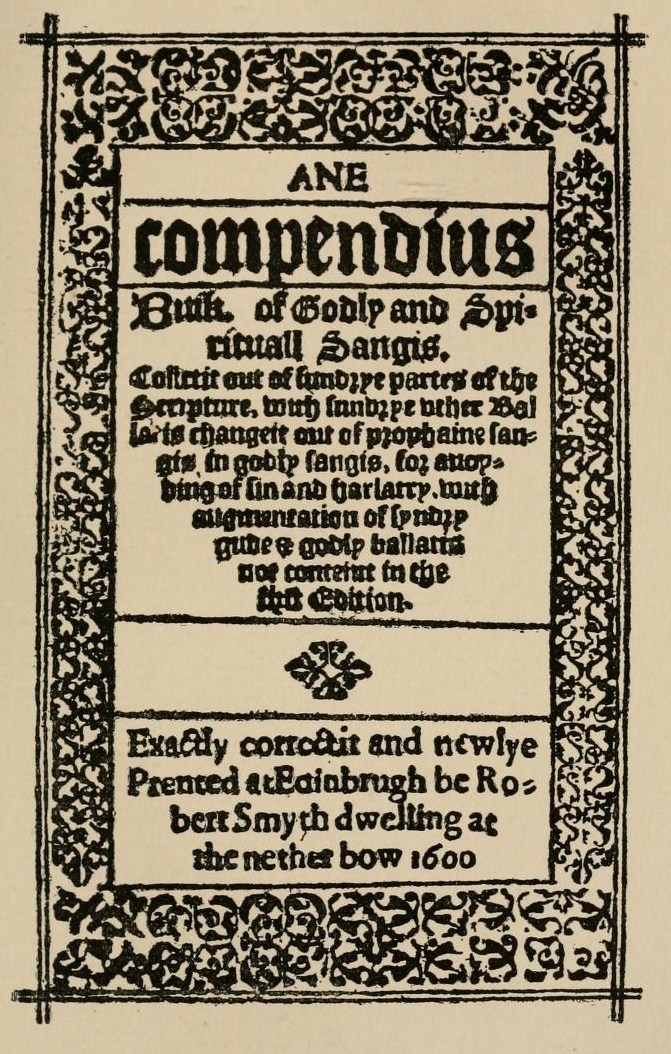
Gude and Godlie Ballatis

### Музика
Реформація серйозно вплинула на церковну музику. Музичні абатські школи, собори і університетські церкви були закриті, хори розформовані, музичні книги та рукописи знищені, органи вилучені з церков. Лютеранство, що вплинуло на ранню шотландську реформацію, намагалося враховувати католицькі музичні традиції в поклоніння, спираючись на латинські гімни та народні пісні. Лютеранство вплинуло на ранню шотландську реформацію і намагалося враховувати католицькі музичні традиції в поклоніння, спираючись на латинські гімни та народні пісні. Найважливішим результатом цього передання в Шотландії були The Gude and Godlie Ballatis (1567), які були духовними сатирами на популярні балади, складені братами Джеймсом, Джоном та Робертом Веддерберном. Вони не були прийняті шотландською церквою, проте вони надалі залишалися популярними.
Пізніше кальвінізм, який вплинув на шотландську реформацію, набагато вороже ставився до католицької музичної традиції та популярної музики, підкреслюючи те, яка музика є біблійною, і це означало, що пісні це лише Псалтир. Шотландський Псалтир 1564 року був введений у користування у Асамблеєю Церков. Він мав за основу роботу французького музиканта Клемана Маро, у ньому містилися внески Кальвіна та англійських письменників, зокрема, видання Псалтиря 1561 року виданого Вільямом Уітґайхамом для англійської спільноти в Женеві. Були наміри виготовляти індивідуальні мелодії на кожен псалом, але це було досить складно, оскільки є 150 псалмів, а в сімнадцятому столітті частіше стали використовувати звичайні мелодії, які могли бути для псалмів з одним і тим же самим ритмом, що стало простим для співу. Існувала потреба в простоті, оскільки всі спільноти тепер співали ці псалми, на відміну від професійних церковних хорів,які майже завжди співали поліфонічні(багатозвукові) гімни.

## Нотатки
1. ↑  "Варварська перебудова: від язичництва до християнства" (вид. 1st pbk. ed). Берклі: Університет книгодрукування у Каліфорнії. 1999. ISBN 0520218590. OCLC 40848507. {{cite book}}: |first= з пропущеним |last= (довідка)
2. ↑  J., Bawcutt, Priscilla (2006). Супутник середньовічної шотландської поезії. Вудбридж, Велика Британія: D.S. Brewer. ISBN 1843840960. OCLC 70765648. {{cite book}}: |first2= з пропущеним |last2= (довідка)Обслуговування CS1: Сторінки з посиланнями на джерела із зайвою пунктуацією (посилання)
3. ↑  Alan., Macquarrie, (2004). Середньовічна Шотландія: королівство та нація. Thrupp, Stroud, Gloucestershire: Sutton. ISBN 0750929774. OCLC 57349241.{{cite book}}:  Обслуговування CS1: Сторінки з посиланнями на джерела із зайвою пунктуацією (посилання)
4. 1 2  Jenny., Wormald, (1991). Суд, церква та громада: Шотландія, 1470-1625. Edinburgh: Edinburgh University Press. ISBN 0748602763. OCLC 26132044.{{cite book}}:  Обслуговування CS1: Сторінки з посиланнями на джерела із зайвою пунктуацією (посилання)
5. 1 2  J., Bawcutt, Priscilla; Janet., Hadley Williams, (2006). Супутник середньовічної шотландської поезії. Woodbridge, UK: D.S. Brewer. ISBN 1843840960. OCLC 70765648.{{cite book}}:  Обслуговування CS1: Сторінки з посиланнями на джерела із зайвою пунктуацією (посилання)
6. ↑  Barrell, Середньовічна Шотландія, ст. 244–5.
7. ↑  Barrell, Середньовічна Шотландія, ст. 257.
8. ↑  Edward., McGoldrick, James (1989). Шотландський зв'язок Лютера. Rutherford [N.J.]: Fairleigh Dickinson University Press. ISBN 0838633579. OCLC 19354105.
9. 1 2  Bruce., Webster, (1997). Середньовічна Шотландія: формування особистості. New York: St. Martin's Press. ISBN 0333567617. OCLC 35178573.{{cite book}}:  Обслуговування CS1: Сторінки з посиланнями на джерела із зайвою пунктуацією (посилання)
10. ↑  Wormald, Суд, церква та громада, ст. 68–72.
11. ↑  Wormald, Суд, церква та громада, ст. 91.
12. ↑  Wormald, Суд, церква та громада, ст. 104.
13. ↑  A., Dawson, Jane E. (2007). Шотландія реформована 1488-1587 рр (англ.). Edinburgh: Edinburgh University Press. ISBN 0748614559. OCLC 182581298.
14. ↑  J. Rogers, Presbyterian Creeds: Посібник до Книги про сповідання (Westminster: John Knox Press, 1985), ISBN 0-664-25496-9, ст. 79–80.
15. ↑  Martin), Devine, T. M. (Thomas; Jenny., Wormald, (2012). Оксфордський довідник сучасної шотландської історії. Oxford: Oxford University Press. ISBN 0199563691. OCLC 755071574.{{cite book}}:  Обслуговування CS1: Сторінки з посиланнями на джерела із зайвою пунктуацією (посилання)
16. ↑  Wormald, Суд, церква та громада, ст. 120–21.
17. ↑  Dawson, Шотландія реформована, 1488–1587, ст. 227–9.
18. ↑  Burleigh, A Church History of Scotland(Церковна історія Шотландії), ст. 160–63.
19. ↑  Margo., Todd, (2002). The culture of Protestantism in early modern Scotland(Культура протестантизму на початку сучасності Шотландії). New Haven: Yale University Press. ISBN 0300092342. OCLC 48507590.{{cite book}}:  Обслуговування CS1: Сторінки з посиланнями на джерела із зайвою пунктуацією (посилання)
20. ↑  Wormald, Court, Kirk, and Community(Суд, Церква та громада), ст. 182–3.
21. ↑  W., West, T. (1985). Discovering Scottish architecture(Відкриття шотландської архітектури) (вид. [Rev. ed.]). Princes Risborough: Shire. ISBN 0852637489. OCLC 12507085.
22. ↑  1920-, Scott, P. H. (Paul Henderson), (1993). Scotland : a concise cultural history. Edinburgh: Mainstream Pub. ISBN 1851585818. OCLC 29760916.{{cite book}}:  Обслуговування CS1: Сторінки з посиланнями на джерела із зайвою пунктуацією (посилання)
23. ↑  Thomas, "The Renaissance"(Ренесанс), ст. 198–9.
24. 1 2  Wormald, Court, Kirk, and Community(Суд, Церква та громада), ст. 187–90.
25. ↑  Thomas, "The Renaissance" (Ренесанс), ст. 198–9.